# یسنین ۲۵۷۶

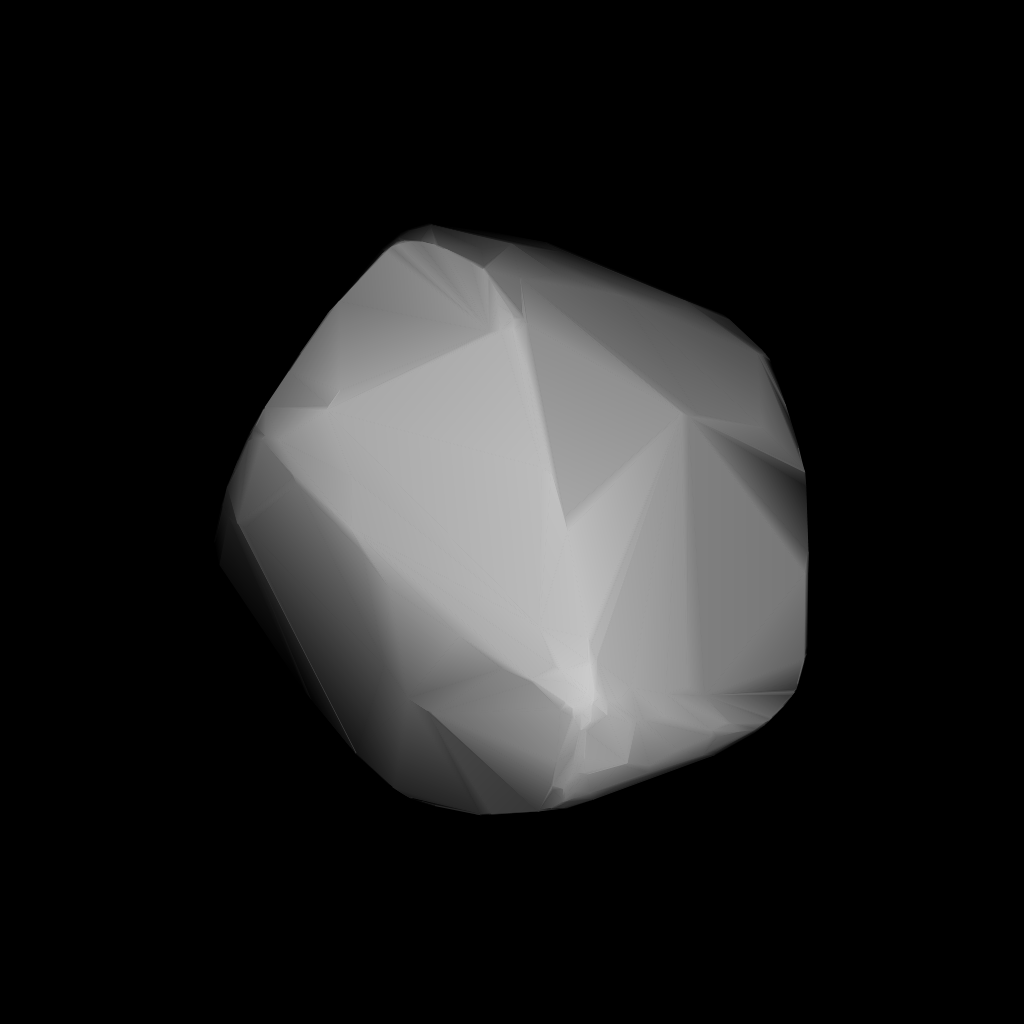
سیارک ۲۵۷۶

سیارک ۲۵۷۶ (به انگلیسی: 2576 Yesenin، نامگذاری:1974QL) دو هزار و پانصد و هفتاد و ششمین سیارک کشف شده‌است که در ۱۷ اوت ۱۹۷۴ کشف شد.
قدر مطلق سیارک برابر ۱۱٫۳۰ است.